# Caputoraptor
Caputoraptor elegans
Genre
Espèce
Caputoraptor est un genre fossile d'insectes dictyoptères de l'ordre des Alienoptera (ou Blattodea). Les deux espèces du genre ont été trouvées dans l'ambre de Birmanie datant du Crétacé. L'espèce type est Caputoraptor elegans.

## Classification
Le genre Caputoraptor et l'espèce Caputoraptor elegans sont décrits en 2018 par les paléontologues Ming Bai (d), Rolf Georg Beutel (d) et Benjamin Wipfler (d) dans une publication coécrite avec Weiwei Zhang, Shuo Wang, Marie K. Hörnig (d), Carsten Gröhn, Evgeny Yan et Xingke Yang,.

## Liste d'espèces
- † Caputoraptor elegans Bai et al., 2018 espèce-type
- † Caputoraptor vidit Smidova et al., 2018

### Publication originale
- [2018] (en) Ming Bai, Rolf Georg Beutel, Weiwei Zhang, Shuo Wang, Marie Hörnig, Carsten Gröhn, Evgeny Yan, Xingke Yang et Benjamin Wipfler, « A new Cretaceous insect with a unique cephalo-thoracic scissor device », Current Biology, vol. 28,‎ janvier 2018, p. 438-443 (DOI 10.1016/j.cub.2017.12.031, lire en ligne).